# The Coup
The Coup ist ein US-amerikanisches Hip-Hop-Duo aus Oakland, Kalifornien, bestehend aus dem Rapper Raymond „Boots“ Riley und bis zu ihrem Tod am 22. Dezember 2017 der DJ Pam The Funkstress. Seine Musik weist häufig Funk-Einflüsse auf, Rileys Songinhalte sind dem politischen Rap zuordenbar. Er selbst ist Kommunist.

## Musikalischer Werdegang
Nach einer EP zwei Jahre zuvor wurde 1993 das erste Album von The Coup, damals noch zu dritt mit dem Rapper E-Roc, Kill My Landlord veröffentlicht. Aufgrund der damaligen Popularität des Gangsta-Rap-Genres war es ein kommerzieller Flop, ebenso das ein Jahr später erschienene Genocide & Juice, woraufhin E-Roc die Gruppe verließ. Nachdem ihr Plattenlabel Wild Pitch Records 1996 von EMI übernommen worden war, löste The Coup sich vorübergehend ganz auf. Pam The Funkstress arbeitete weiterhin als DJ, Boots Riley übernahm Gelegenheitsjobs und betätigte sich in politisch aktiven Organisationen, unter anderem gründete er den Zusammenschluss „Young Comrades“.
1998 vereinigten die beiden sich wieder und veröffentlichten ihr drittes Werk Steal This Album, benannt nach dem Buch Steal This Book von Abbie Hoffman. 2001 erregte das geplante Cover des Albums Party Music einen Skandal, da es kurz vor den Anschlägen am 11. September Boots Riley mithilfe eines Stimmgerätes die World Trade Center sprengend zeigte. 

“The cover was a metaphor for the power of music to destroy capitalism”

Auch wenn das ursprüngliche Cover zurückgezogen wurde, erhielt The Coup Morddrohungen und war in der Folge in den Medien so präsent wie nie zuvor, unter anderem war das Cover in der Bild-Zeitung abgebildet. Riley wurde von einer englischen Zeitung der Verbindung zu al-Qaida und des Mitwissens der Anschläge bezichtigt.
Erst 2006 erschien bei Epitaph Records das fünfte Album von The Coup, Pick a Bigger Weapon. Es enthält Gastbeiträge von unter anderem Tom Morello, Jello Biafra, Black Thought und Talib Kweli und richtet sich explizit gegen die US-(Außen)politik. Wie auch alle anderen Alben der Gruppe wurde es überwiegend sehr positiv besprochen, erreichte aber ebenfalls nicht einmal die Billboard Charts. Im Dezember desselben Jahres verunglückte ihr Tourbus nach einem Auftritt in San Diego, woraufhin die restliche Tournee abgesagt werden musste.

## Politische Gesinnung
The Coup ist bekannt für seine offen antikapitalistische Einstellung. Boots Riley gilt als einer der wenigen Rapper, die sich über soziale Veränderungen hinaus auch für eine Erneuerung des politischen Systems einsetzen. Er ist für eine Abschaffung der Klassengesellschaft und eine gerechte Verteilung des Kapitals. Die US-Regierung unter George W. Bush beschuldigt er, faschistisch zu handeln und ein Klima des Terrors auf der Welt geschaffen zu haben.

“I am a communist. I have been a communist/socialist since I was 14 years old. I think that people should have democratic control over the profits that they produce. It is not real democracy until you have that. And the plain and simple definition of communism is the people having democratic control over the profits that they create.”

## Diskografie
- 1993: Kill My Landlord
- 1994: Genocide & Juice
- 1998: Steal This Album (2002 als Steal This Double Album wiederveröffentlicht)
- 2001: Party Music
- 2006: Pick a Bigger Weapon
- 2012: Sorry To Bother You